# Na Bili
Na Bili (furlansko Resiute, italijansko Resiutta) je občina v nekdanji Videmski pokrajini (od 2016 medobčinski zvezi Železne in Kanalske doline) v italijanski deželi Furlaniji - Julijski krajini. Občina ima komaj 268 prebivalcev (2021). 

## Geografska lega
Občina leži na 316 m nadmorske višine, na stičišču med Rezijansko dolino z istoimenskim potokom in Železno dolino, gorsko dolino, ki jo tvori reka Bela.
Naselje Na Bili leži okoli 100 km severozahodno od Trsta in okoli 35 km severno od Vidma, na meji s Slovenijo. Dolina je dokaj odmaknjena in redko poseljena z manjšimi zaselki.

### Zgodovina
Območje kraja je bilo že od antičnih časov pomembna točka na trgovski poti kot postaja skozi Železno dolino, kar potrjujejo najdbe bronastih predmetov in kovancev rimskega izvora. Prvi pisni vir pa je ustanovitev župnije Sv. Martina leta 1199, ki so jo sprva vodili benediktinci, in šele v 14. stoletju duhovniki, ki jih je imenovala Opatija Možac. Leta 1822 se je Silvio Pellico ustavil, ko so ga odpeljali v zapor Spielberg. Med 26. in 30. oktobrom 1917 je med prebojem Kobarida v mestu in na gori Calvario prišlo do hude bitke med avstro-nemškimi četami in umikajočimi se italijanskimi četami, ki so organizirale zadnjo obrambo, da bi poskušale ustaviti sovražnikovo napredovanje.
Oddelki Bersaglierija so skupaj z drugimi umikajočimi se četami poskušali močno obrambo v državi, vendar so jih preplavile sovražne čete, ki so z vzponom na goro Calvario in italijanskim bokom zaobšle italijanski obrambni blok. Na položaju Monte Stivane, tik desno od vasi Na Bili, je bilo še danes vidno nedokončano delo utrjevanja in fiksnih baterij. Brigado Pistoia, ki je varovala območje, je prav tako najprej premagal minometni ogenj, nato pa čelni napad, pri čemer je na igrišču ostalo približno dvaindvajset mrtvih.
Drugo neznano poglavje lokalne zgodovine je bil pokol tik pred koncem prve svetovne vojne, o katerem so poročali nekateri dnevniki in pričevanja avstrijskih vojakov, verjetno na območju Povici, nekaj vojakov in civilistov avstrijskega državljanstva, vendar češkega etnične pripadnosti in / ali Slovaka, obtoženega izdaje, potem ko je češkoslovaška legija, del avstrijske vojske, prešla en blok z Italijani. Zdi se, da so bili ti poboji umikajočih se avstrijskih čet ohranjeni tudi v Bovcu in na Predelu (Rabelj).
Leta 1976 je mesto opustošil potres v Furlaniji, ki je povzročil ogromne zrušitve in škodo.

## Spomeniki in zanimivosti
- Cerkev San Martino Vescovo; farna cerkev je bila obnovljena leta 1767 in ponovno posvečena leta 1809. Zvonik je bil zgrajen leta 1701 po načrtih Pietra Zarnola iz Pušje vasi. Cerkev je bila uničena v potresu leta 1976.
- Cerkev svetega Križa

### Pohodništvo
K občini sodi stara gorska vasica Borgo Cros, ki jo je zelo posškodoval potres leta 1976 in je ostalo le nekaj zgradb. Do te gorske vasi pridemo po poti iz okrožja Povici di Sotto preko mostu čez potok Serai. Vas leži na 800 m nadmorske višine, na planoti od koder je čudovit razgled po Rezijanski dolini in na pogorje Kanina. 

### Izvor ljudi in jezika
V redko naseljeni in izolirani dolini se je jezik in ljudski običaji razvijal podobno kot v odročnih koroških gorskih dolinah. Dolino so v 6. stoletju poselili Slovani oziroma predniki Slovencev, katerih jezik ali slovenski dialekt in tudi ljudska glasba ter plesi so netipični za območje, in se zdi da prihajajo naravnost iz srednjega veka. Številni prebivalci od petih vasi so se izselili.
V vasi Na Bili prebivalstvo poleg italijanskega jezika uporablja furlanski jezik. Na podlagi Resolucije št. 2680 z dne 3. avgusta 2001 odbora avtonomne dežele Furlanije-Julijske krajine, je občina vključena v ozemeljsko področje varstva furlanskega jezika za namene uporabe zakona 482/99, deželnega zakona 15/96 in regionalno pravo 29 /2007.
Furlanski jezik, ki se govori v vasi, je ena od različic, ki pripadajo srednje-vzhodni Furlaniji.

### Foto galerija
- Vhod v naselje
- Župnijska cerkev Sv. Martina
- Zapuščena železniška postaja na Pontebski železnici
- Fontana
- Državna cesta, ki prečka naselje (ali cesta via Udine)
- Gozd in hribi vzhodno od naselja Na Bili